# Wahlkreis Bad Marienberg (Westerwald)/Westerburg
Der Wahlkreis Bad Marienberg (Westerwald)/Westerburg (Wahlkreis 5) ist ein Landtagswahlkreis in Rheinland-Pfalz. Er umfasst mit Bad Marienberg (Westerwald), Hachenburg, Selters (Westerwald) und Westerburg vier Verbandsgemeinden im Westerwaldkreis.

## Wahl 2021
Für die Landtagswahl 2021 traten folgende Kandidaten an:
| Direktkandidaten | Partei           | Wahlkreisstimmen in % | Landesstimmen in % |
| ---------------- | ---------------- | --------------------- | ------------------ |
| Hendrik Hering   | SPD              | 41,0 %                | 38,2 %             |
| Janick Pape      | CDU              | 30,7 %                | 29,7 %             |
| Jan Strohe       | AfD              | 7,9 %                 | 8,2 %              |
| Jana Gräf        | FDP              | 4,9 %                 | 5,5 %              |
| Mathias Flügel   | Grüne            | 7,0 %                 | 6,7 %              |
| Nico Sternberg   | Die Linke        | 2,6 %                 | 2,4 %              |
| Klaus Klein      | Freie Wähler     | 5,8 %                 | 4,5 %              |
| –                | Piraten          | –                     | 0,5 %              |
| –                | ÖDP              | –                     | 0,5 %              |
| –                | Klimaliste       | –                     | 0,5 %              |
| –                | Die PARTEI       | –                     | 1,2 %              |
| –                | Tierschutzpartei | –                     | 1,8 %              |
| –                | Volt             | –                     | 0,5 %              |

## Wahl 2016
Die Ergebnisse der Wahl zum 17. Landtag Rheinland-Pfalz vom 13. März 2016:
| Direktkandidaten                  | Partei    | Wahlkreisstimmen | Landesstimmen |
| --------------------------------- | --------- | ---------------- | ------------- |
| Hendrik Hering                    | SPD       | 43,6 %           | 37,5 %        |
| Ralf Seekatz                      | CDU       | 34,5 %           | 32,1 %        |
| Manfred Müller                    | GRÜNE     | 5,0 %            | 4,1 %         |
| Claudia Sanders                   | FDP       | 7,5 %            | 6,1 %         |
| Martin Klein                      | DIE LINKE | 4,7 %            | 2,5 %         |
| Alexander Herrmann                | ALFA      | 4,7 %            | 0,9 %         |
| –                                 | AfD       | –                | 13,3 %        |
| –                                 | Sonstige  | –                | 3,6 %         |
| Wahlberechtigte: 64.025 Einwohner |           |                  |               |
| Wahlbeteiligung: 68,9 %           |           |                  |               |

- Direkt gewählt wurde Hendrik Hering (SPD).

## Wahl 2011
Die Ergebnisse der Wahl zum 16. Landtag Rheinland-Pfalz vom 27. März 2011:
| Direktkandidaten                  | Partei    | Wahlkreisstimmen | Landesstimmen |
| --------------------------------- | --------- | ---------------- | ------------- |
| Hendrik Hering                    | SPD       | 46,9 %           | 38,2 %        |
| Ralf Seekatz                      | CDU       | 35,4 %           | 35,8 %        |
| Peter Schultz                     | FDP       | 3,3 %            | 4,0 %         |
| Jenny Kunz                        | Grüne     | 10,6 %           | 13,3 %        |
| Martin Klein                      | Die Linke | 3,8 %            | 3,3 %         |
| –                                 | Sonstige  | –                | 5,4 %         |
| Wahlberechtigte: 77.845 Einwohner |           |                  |               |
| Wahlbeteiligung: 59,8 %           |           |                  |               |

- Direkt gewählt wurde Hendrik Hering (SPD).[5]
- Ralf Seekatz (CDU) wurde über die Landesliste (Listenplatz 17) in den Landtag gewählt.[7]

## Wahl 2006
Die Ergebnisse der Wahl zum 15. Landtag Rheinland-Pfalz vom 26. März 2006:
| Direktkandidaten                  | Partei   | Wahlkreisstimmen | Landesstimmen |
| --------------------------------- | -------- | ---------------- | ------------- |
| Hendrik Hering                    | SPD      | 49,0 %           | 46,0 %        |
| Ralf Seekatz                      | CDU      | 36,5 %           | 34,0 %        |
| Christof Hüsch                    | FDP      | 7,2 %            | 8,1 %         |
| Jürgen Schneider                  | Grüne    | 3,5 %            | 3,5 %         |
| Ernst Zwipp                       | PBC      | 1,1 %            | 1,0 %         |
| Martin Klein                      | WASG     | 2,6 %            | 2,2 %         |
| –                                 | Sonstige | –                | 5,3 %         |
| Wahlberechtigte: 78.017 Einwohner |          |                  |               |
| Wahlbeteiligung: 55,0 %           |          |                  |               |

- Direkt gewählt wurde Hendrik Hering (SPD).[8]
- Ralf Seekatz (CDU) wurde über die Landesliste (Listenplatz 26) in den Landtag gewählt.[10]

## Wahlkreissieger
| Wahl | Name           | Partei | Stimmenanteil |
| ---- | -------------- | ------ | ------------- |
| 1991 | Gerhard Roth   | SPD    | 48,2 %        |
| 1996 | Hendrik Hering | SPD    | 47,1 %        |
| 2001 | Hendrik Hering | SPD    | 49,9 %        |
| 2006 | Hendrik Hering | SPD    | 49,0 %        |
| 2011 | Hendrik Hering | SPD    | 46,9 %        |
| 2016 | Hendrik Hering | SPD    | 43,6 %        |
| 2021 | Hendrik Hering | SPD    | 41,0 %        |